# 赤川彰彦
赤川 彰彦（あかがわ あきひこ、1947年 - ）は、愛知県出身の研究者。三菱総合研究所客員研究員。

## 略歴
- 1947年 愛知県生まれ
- 1960年 武蔵大学経済学部卒業 筑波大学大学院経営政策科学研究科修了 経済学博士
- 1972年 日本長期信用銀行入行 本店、大阪、京都支店、法人営業第一部等を経て
- 1993年 池袋支店営業推進役
- 1995年 定借マンションの第1号案件でモデルケースとなった「藤和田園調布ホームズ」を手掛け成功。本契約書が定借マンションの契約書雛型となる。コンビニ「ローソン」 (首都圏第1号)の事業用借地権のコンサルを実施。
- 1997年 都心型定借マンション1号案件「モアクレスト神宮前」 (山手線内及び神社境内活用1号案件)のコンサルを実施
- 1998年 長銀総研コンサルティング出向 主席研究員
- 1999年 大阪市住宅供給公社「高見フローラルタウンI期」 (同公社1号案件)関与
- 2000年 自治体の公有地定借の第1号案件足立区「2・2・2住宅プラン」のコンサルティングを実施
- 2002年 三菱総合研究所 主席専門研究員
- 2003年 港区「旧神明小学校跡地」選定委員会（2003年度）委員
- 2006年 三菱総合研究所 客員研究員　(社)全国太陽光発電等推進協議会 理事
- 2011年 神奈川県「大都市における都府県住宅供給公社の果たす役割に関する意見交換会 」委員
- 2019年 内閣官房デジタル田園都市国家構想実現会議事務局 内閣府地方創生推進室　RESAS専門委員

## 主な著書
- 『地方創生×SDGｓ×ESG投資－市場規模から見た実践戦略で甦る地方自治体と日本―』（学陽書房　2020年）
- 『土地開発公社の実態分析と今後の展開』（東洋経済新報社　2011年）
- 『地方自治体と定借PFI』（大蔵財務協会　1999年）
- 『半世紀後の定期借地権』（税務経理協会　1998年）
- 『 現代先端法学の展開』（共著　信山社　2001年）
- 『土地利用の公共性』（共著　信山社　1999年）
- 『企業法学』 (共著 商事法務研究会 1996年)
- 『定期借地権活用法』・ (共著 税務経理協会  1994年)
- 『都市・建築不動産企画開発マニュアル』（分筆　エクスナレッジ社　2007年）
- 『全戦略　日本のビジネス50』（分筆　ダイヤモンド社　2003年）
- 『都市・建築不動産企画開発マニュアル』（分筆　建築知識　2002年）
- 『住宅白書2000』 （分筆　ドメス出版　2000年）
- 『マンション大百科』（分筆　東京法令出版　2000年）
- 『都市･建築企画マニュアル』 (分筆　建築知識　1996年)
- 『都市･建築企画マニュアル』 (分筆　建築知識　1995年 )

## 主な論文
- 「土地開発公社　バブル経済崩壊後の30年間の軌跡と今後のあり方（上・中・下）」（地方財務　2021年4・5・6月号）
- 「環境・観光・健康産業等の市場規模から見た持続可能な戦略的地方創生への道～地域ポテンシャルを引き出す次世代型利活用～（上・中・下）」（地方財務　2018年1・2・3月号）
- 「地方自治体における公益信託の実態分析」（地方財務　2017年8月号）
- 「再エネによる地方創生への道」（住宅新報　2016年11月8日、15日、22日、29日、12月6日）
- 「レジリエントシティ構築へ　防災ハブ都市めざす　宮城県登米市」（住宅新報　2014年11月4日、11日、18日、25日）
- 「地方都市における太陽光と観光による地域活性化戦略―合同会社さつま自然エネルギーの取組」（地方財務　2014年1月号）
- 「 再生エネの固定価格買取制度は地域経済の活性化に役立つ」（週刊エコノミスト　2014年1月28日号）
- 「環境維新のまちづくり いちき串木野市 合同会社さつま自然エネルギーの先進的取組み」（日刊建設産業新聞2013年11月29日）
- 「太陽光発電でまちづくりを 3万人都市、いちき串木野市の挑戦」（PVeye　2013年2月号）
- 「環境維新のまち いちき串木野市の挑戦」（日刊建設産業新聞　2011年12月16日）
- 「地域再生・活性化は「プラチナ社会」の実現」（日刊建設産業新聞　2010年7月16日）
- 「定期借地権を生かしたまちづくりの視点」（横浜創造まちづくり研究　第3号　2008年3月）
- 「地方財政の再建施策「土地開発公社健全化債」創設の提言」（地方財務2007年11月号）
- 「財政再建策 塩漬け用地の処方箋「土地開発公社健全化債の創設」提言」（自治体チャンネル2007年9月）
- 「安倍新政権 国・公有地活用推進へ」（住宅新報　2006年10月3日）
- 「地方自治体の地域活性化戦略「まちづくり公益信託の導入意義とその活用効果（上・中・下）」（地方財務　2006年2・3・4月号）
- 「地方自治体の公的不良資産「土地開発公社の実態と課題」」（地方財務　2005年12月号）
- 「自治体財政の重荷 土地開発公社という爆弾」（金融ビジネス　2005年10月）
- 「正念場の住宅供給公社」（住宅新報　2005年5月10日）
- 「地域ブランド争奪戦加熱」（日本経済新聞　2005年5月8日）
- 「公社は生死の瀬戸際」（住宅新報　2005年4月19日）
- 「21世紀における地方住宅供給公社のあり方」（地方財務　2005年2月号）
- 「学校跡地活用の未来」（自治体チャンネル　2004年7月）
- 「土地開発公社法律改正で「貸付」機能を」（朝日新聞　2004年7月13日）
- 「人口減少時代の不動産業へ「私はこう見る」」（住宅新報　2004年6月29日）
- 「土地公社問題「公拡法改正が不可避」」（週刊住宅　2004年6月24日）
- 「PFIの現状・課題と定借PFI活用の提言」（NEXTING　2004年5月）
- 「地域再生への事業手法の検討～定借PFIの提言」（自治体チャンネル　2004年3月）
- 「地域再生のための公有地定借の活用」（日本土地環境学会　2003年11月）
- 「住宅公社の危機と突破口」（自治体チャンネル　2003年7月）
- 「地方住宅供給公社における現状の課題と今後の方向性」（街ing 2003年4月号）
- 「民間活力を利用した公有地活用に向けて」（地方財務  2003年2月号）
- 「公有地活用による地方再生を」（朝日新聞　2003年2月25日朝刊）
- 「江東区のマンション問題 識者はこう見る」（住宅新報　2003年2月7日）
- 「この人に聞く「定借PFI」」（住宅新報　2003年1月24日）
- 「公有地定借の現状と今後の課題」（定借NOW33号　2003年1月号）
- 「経済再生・雇用創出のための定借PFI活用 ～都市再生・雇用創出のための公有地活用の提言～」（地方財務  2002年7月号）
- 「定借PFIの実践スキームとその課題～都市再生・雇用創出のための公有地活用の提言～」（定借NOW29号　2002年1月号）
- 「定借PFIにかける夢～公有地を活用～」（住宅新報　2001年10月5日）
- 「公有地活用し都市再生を～官民連携で定借PFI～」(日刊建設産業新聞　2001年6月25日)
- 「足立区にみる公有地定借の現状と課題～「2･2･2住宅プラン」実現化への道のり～」　(都市再開発 2001年3月)
- 「定期借地システムによる公有地活用～定借PFIの提言～」（都市経営フォーラム　2000年7月）
- 「普通財産の効率的活用と定期借地権の役割」（地方財務　2000年6月号）
- 「足立区の定借PFI」 (住宅新報 2000年1月28日)
- 「まちづくりにおける21世紀の住宅像」（足立区まちづくり公社　1999年11月）
- 「定借住宅は第三の住宅となるか」（すまいろん　1999年10月）
- 「定借PFIを活用して住宅政策の大転換を」（不動産経済　1999年8月17日）
- 「定借住宅から見た住まいとまちづくり」（家とまちなみ　1999年3月）
- 「21世紀の定借住宅と将来評価 上・下」　(都市再開発 1998年・1999年)
- 「プロが教える実践土地活用 （スーパー銭湯、立体駐輪場、スーパーランドリー、ペット霊園）」（住宅新報　1998年7月～10月）
- 「行政の住宅政策における定期借地権活用の意義～定借ＰＦＩによる公有地・公的住宅の積極的活用～」（都心居住推進協議会1998年）
- 「公有地における定期借地権活用の現状と今後の動向」(定借協会報14号  1998年)
- 「スーパー銭湯で街の活性化」（建通新聞　1998年4月20日）
- 「住宅･不動産における自己変革への道」 (都市再開発 1998年4月)
- 「期間1000年の定期借地権が実存」（住宅新報　1997年10月24日）
- 「定期借地権における原状回復問題(1)(2) 」 (不動産研究 1997年4月・7月)
- 「地主が定借事業化に踏みきれないわけ」 (住宅新報 1997年5月30日)
- 「定借道路問題 建設省の取り扱い基準案」 (住宅新報 1997年5月28日)
- 「定期借地権付き住宅の期間満了時における諸間題」 (税経通信 1996年9月号～1997年9月号まで12回連載）
- 「定期借地権の考え方とすすめ方 上・下」 (都市再開発 1996年・1997年)
- 「公共用地の活用による定期借地権付住宅の開発」 (足立区との共同研究　1996年　)

## 【政府への政策提言】～3つの法改正（国有財産法、PFI法、地方財政法）に関与
- 2001年夏～PFI法の改正（内閣府に原田義昭衆議院議員（環境大臣）とともに提言） 収益事業との合築を提言し、採用される。　同年12月PFI法が改正される
- 2002年1月（定借NOW　29号）「定借PFIの実践スキームとその課題～都市再生・雇用創出のための公有地活用の提言～」国有財産法21条（期間30年を50年超）の改正を提言し、国有財産法改正(06年6月)
- 2002年7月（地方財務「経済再生・雇用創出のための定借PFI活用」）
- 2003年2月25日（朝日新聞朝刊）  公有地活用の「定借PFI」の提言し、国会での議論を経て政府のデフレ対策として採用される
- 2004年7月（朝日新聞13日）、2004年6月（週間住宅24日） 「土地開発公社に貸付機能の付与～」構造改革特区推進本部により本提言が採用される
- 2005年2月号（地方財務） 「21世紀における地方住宅供給公社のあり方」 住宅公社存続のためのABC理論を展開
- 2005年10月（金融ビジネス）、11月（MRITODAY）、2005年12月（地方財務） 公拡法の改正「貸付機能の付与」と「国有財産法第21条」（貸付期間延長）改正を提言。2006年4月、国有財産法の貸付期間が30年から50年以上に改正される。
- 2007年9月（自治体チャンネル）「土地開発公社健全化債創設の提言」
- 2007年11月（地方財務）「地方財政の再建施策「土地開発公社健全化債」創設の提言」 総務省「債務調整等に関する調査研究会」において財政支援策として検討。2009年4月、地方財政法が改正され、本提言と内容が「第三セクター等改革推進債」として採用される。
- 2018年1月号～3月号（地方財務）「環境・観光・健康産業等の市場規模から見た持続可能な戦略的地方創生への道　 ～地域ポテンシャルを引き出す次世代型利活用～」 地方創生の施策　RESASの積極的活用、SDGｓ理念の実現、世界首長連盟などへの参画、街づくり団体・会社の活用と地域間連携、公益信託の活用を提言。

## 調査・コンサルティング
- 2013年12月　2010年から「環境維新のまちづくり」に関与してきた「合同会社さつま自然エネルギー」（いちき串木野市）が新エネ大賞において最高位の経済産業大臣賞（金賞）を受賞。
- 2016年3月　北上市（岩手県）「あじさい型スマートコミュニティ構想モデル事業」（先進エネルギー自治体大賞　優良賞）
- B社「京阪奈∔三重　需要地と供給地の事業連携による新しい地方創生型SDGs林業への挑戦（2023年）
- P社「四万温泉（群馬県中之条町）における温泉発電に係る地域振興事業調査」（2017年）
- P社「登米市地産地消型再生可能エネルギー面的利用等事業化可能性調査」（2016年）
- P社「群馬県における温泉熱ポテンシャルとその利活用に関する理解促進調査」（2016年）
- P社「環境維新のまちづくり　地産地消型エネルギーシステム事業計画調査」（2016年）
- いちき串木野市「分散型エネルギーインフラプロジェクト・マスタープラン策定事業」（2015年）
- P社＆V社「地熱開発理解促進関連事業支援業務」（2015年）
- 一関市「地域振興型スマートコミュニティの事業化可能性調査」（2014年）
- いちき串木野市「次世代エネルギーパーク」（2013年）
- いちき串木野市「官民連携による下水汚泥・再生水の有効活用事業」（2013年）
- さつま自然エネルギー「環境維新のまち　いちき串木野市スマートコミュニティ構想　第三段階へのステップアップに向けた実現プラン」（2013年）
- 北上市「あじさい型スマートコミュニティ構想」（2013年）
- P社「いちき串木野市スマートコミュニティ構築事業FS調査」（2012年）
- P社「いちき串木野市地域新エネルギービジョンFS調査」（2011年）
- 中央区「小学校跡地活用」（2011年）
- 北上市「夏油高原観光活性化策調査」（2010年）
- 八王子「公有財産（PRE戦略）によるまちづくり」（2009年）
- 熊本市「公有財産（PRE戦略）によるまちづくり」（2009年）
- 八王子市「財団法人八王子市住宅・都市整備公社の新組織移行に向けた経営計画等の作成支援業務に関する調査」（2005年、2006年）
- 台東区「学校跡地活用調査（旧蓬莱中、旧坂本小、旧福井中）」(2004年)
- 港区「旧神明小学校　開発事業者支援業務」(2004年、2005年)
- 茨城県「つくばエクスプレス沿線地区に係る定期借地権導入調査」（2004年）
- 国土交通省「不動産市場における土地利用権制度の活用可能性に関する調査」（2004年）
- 千代田区「神田東松下計画事業計画化調査（旧千桜小）」（2004年度）～公営住宅
- 千代田区「定期借地権等住宅事業展開手法調査」（2003年）
- 茨城県「つくばエクスプレス沿線地区に係る定期借地権制度の事業化調査」（2003年）
- 国土交通省「定期借地権制度における活用方策の検討調査」（2002年）
- 国土交通省「地方自治体における定期借地権の活用手引」（2002年）
- 足立区「2･2･2住宅プラン」（2001年）